# 蔚竹庵
蔚竹庵又称蔚儿铺是山东省青岛市崂山区北宅街道双石屋村东北的一座道教全真道華山派宫观，地处崂山凤凰岭下、海拔650米。2013年，列为第七批全国重点文物保护单位崂山道教建筑群中的11座建筑之一。
蔚竹庵的别名蔚儿铺，当来自于地名“蔚儿棚”。此地先民居住的窝棚常有兔子（古语称蔚儿）闯入，故得名“蔚儿棚”。明朝万历十七年(1589年)，由道士宋冲儒创建三元殿，祭祀真武、三官、观音大士。因院外翠竹环绕，三元殿更名蔚竹庵。此时，蔚竹庵有3间正殿、3间客堂、3间道舍、20余间其他房间，占地面积1730平方米，建筑面积150平方米。万历二十一年（1593年）三月，立《蔚竹庵碑记》。所处景色，即崂山十二景之一的“蔚竹鸣泉”。
清朝道光年间，道士李扎秀重修。道光十九年（1839年）四月，立《重修蔚竹庵庙记》。后为尼姑庵，因尼姑无继。由全真道華山派道士主持。文化大革命初期，庵内神像、文物全部被毁。崂山林场占用房屋。崂山众多庙宇中的石碑皆被破坏，仅此处有三块石碑幸存。1982年，列为青岛市重点文物保护单位。
2000年6月，崂山风景区管委会重修真武殿、观音殿、三官殿，及道房10余间。重修后的蔚竹庵建筑面积为300余平方米，正殿为三清殿，东殿为三官殿、西殿为三阳殿。